# Newski-Werft
Die Newski-Werft oder Sredne-Newski-Werft ist eine Werft, die 1870 in Sankt Petersburg, Russisches Kaiserreich, gegründet worden war. Das zum Betrieb nötige Kapital wurde von der Russisch-Chinesischen Bank bereitgestellt. 1917 beschäftigte sie 17.000 Arbeiter, unter anderem auch in einem Werk in Mykolajiw am Schwarzen Meer, wo in Petersburg vorfabrizierte Schiffe komplettiert wurden. Die Werft war u. a. für die Admiralität im Marineschiffsbau tätig.
Die Werft wurde nach der Auflösung der Sowjetunion wieder privatisiert und 2012 von ihrem Eigentümer, dem Oligarchen Wladimir Lissin, an Algador Holdings in Zypern veräußert.

## Gebaute Schiffe
Russland
- Geschützte Kreuzer Isumrud-Klasse (Isumrud und Schemtschug)
- Zerstörer Orfei-Klasse
- Panzerschiff General-Admiral
- Rettungsschiff Spasatel Kavdejkin
- Mehrzweck-Bergungsschiffe der Projekte MPSV07 und MPSV12
- Ganz aus Fiberglas gebaute Minensucher des Typs Projekt 12700

Russland/Estland
- Kanonenboot Bobr

Turkmenistan
- Raketenschnellboote Gayratly und Edermen des Typs Projekt 12418

Ukraine
- Minensuchboot Tschernihiw der Natya-Klasse, Typ Projekt 266M